# آنوش (اپرا)
آنوش (ارمنی: Անուշ) اپرایی در پنج پرده که در سال ۱۹۱۲ میلادی توسط آرمن تیگرانیان آفریده شده‌است. این اپرا بر مبنای شعری به همین نوشته هوهانس تومانیان خلق شده‌است. این اپرا برای نخستین بار در شهر آلکساندراپول (گیومری فعلی) اجرا شد. اما به صورت حرفه‌ای در سال ۱۹۳۵ میلادی در تالار اپرای ایروان به روی صحنه رفت.
این اپرا یک تراژدی است دربارهٔ دختری روستایی به نام «آنوش» است که ماجرای کوتاه مدت عشقی بخاطر درگیری که بین دلدارش «سارو» و برادرش «موُسی» پیش می‌آید با ناکامی و مرگ وی به پایان می‌رسد.